# 古都 (朱天心)
《古都》是一部由臺灣女作家朱天心出版於一九九六年的小說集，全書由5篇中短篇小說〈威尼斯之死〉、〈拉曼查志士〉、〈第凡內早餐〉、〈匈牙利之水〉、〈古都〉構成，主題含括外省族群的國族認同、身分認同及眷村遷移等議題。
本書書寫都市台北，朱天心借用川端康成小說《古都》之名，以二十世紀末期的臺灣台北對應日本京都的安靜、古老和永恆，凸顯都市化後古蹟遺址的紛紛消失，歷史不斷遭到消音和改寫的困境作為本書創作的主軸。

## 小說簡介
《古都》收錄四篇短篇和一篇中篇，各篇著眼點互異，經由精心安排的多重文本互涉，例如〈威尼斯之死〉之於〈我的朋友阿里薩〉，〈拉曼查志士〉之於〈預知死亡紀事〉，〈匈牙利之水〉之於〈想我眷村的兄弟們〉，從題名到內文混合中外典故，讓讀者在閱讀過程中連結個人記憶及想像。而這些，以一句「難道，你的記憶都不算數？」表達作者朱天心對於這些曾經存在事物不斷流逝與改變是不甘的。

## 評論
清水賢一郎與劉亮雅皆對於《古都》寫於1996年此點，認為有其特殊意義。而1996年，是李登輝在首次民選中當選總統的一年，也被認為是族群衝突及統獨論戰最容易引爆之際。:175:147-148而李鴻瓊則是從〈古都〉一篇進一步探討立場衝突的兩個族群，他們共存的可能性。
從《古都》全書解析，清水賢一郎認為，朱天心的文學核心是「記憶」與「自我認同」中的挫折 。並認為在朱天心看似混亂無序的記憶敘述中，其中是有歷史背景支撐的。:173、176劉亮雅針對〈古都〉一篇，認為朱天心從眷村族群在解嚴後逐漸失去優勢的失落感出發，比起先前的〈想我眷村的兄弟們〉更加積極地試圖打破封閉意識，期望可以與其他族群產生對話。而這種創作位置讓朱天心的寫作在兩種不同族群的記憶之間不斷辯證，如同一趟不斷交錯的記憶之旅。:148